# Arthur Seldon
Arthur Seldon (* 29. Mai 1916; † 11. Oktober 2005) war ein britischer Ökonom und Autor.

## Leben
Arthur Seldon studierte Ökonomie an der London School of Economics bei Arnold Plant und Lionel Robbins sowie Friedrich August von Hayek.
Seldon wurde 1957 Vize-Direktor des Institute of Economic Affairs (IEA), einer anerkannten marktorientierten Denkfabrik. Heute gibt es über 40 Institute in mehr als 20 Ländern, die nach diesem Vorbild organisiert sind. Seldon war zudem Gründer und Herausgeber des Magazins "Economic Affairs".
Seldon war einer der renommiertesten Vertreter der liberalen Vordenker und hatte mit seinen Visionen erheblichen Einfluss auf die Weltpolitik, beispielsweise seit 1979 in der Ära Thatcher.
Das Institut vergibt nach wie vor jährlich eine nach Seldon benannte Auszeichnung, den "Arthur Seldon Award for Excellence", für eine herausragende ökonomische Publikation.
Sein Sohn ist der britische Historiker und Pädagoge Sir Anthony Seldon (* 1953).

## Zitate
- „Arthur Seldon has, more than most of us, been able to combine realism in prediction with idealism in vision.“ (James M. Buchanan, Nobelpreisträger in Wirtschaftswissenschaften 1986, über Arthur Seldon)

## Publikationen
- Arthur Seldon: Pensions in a Free Society, London, IEA, 1957.
- Arthur Seldon, Colin Robinson: Virtues of Capitalism: Collected Works of Arthur Seldon,  Liberty Fund 2004, ISBN 0865975426
- Arthur Seldon, F. G. Pennance, Colin Robinson: Everyman's Dictionary of Economics,  Liberty Fund 2005, ISBN 0865975442